# Větrná energetika ve Španělsku

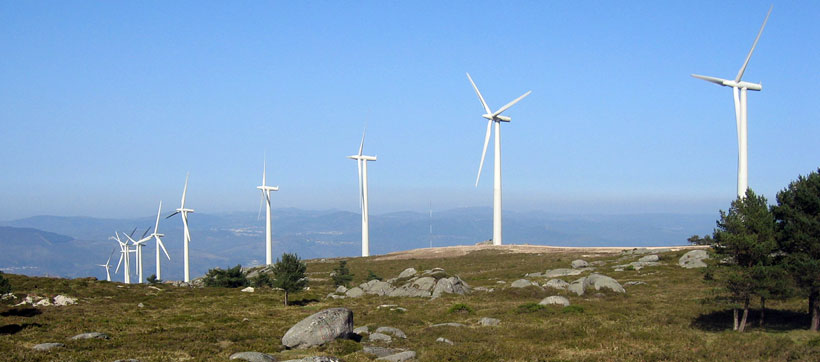
Větrná farma v Galíciji, Španělsko

Španělsko je ve světě čtvrtým největším výrobcem energie z větru, po Spojených státech amerických, Německu a Číně s nainstalovaným výkonem 18 119 megawatt ke konci roku 2009, s nárůstem 1 379 megawatt za tento rok. Více než 13 procent elektrické energie bylo ve Španělsku vyrobeno větrnými elektrárnami v roce 2009. V roce 2008 bylo vyrobeno 31,4 TW hodin elektřiny větrnými elektrárnami.
Navyšování instalovaného výkonu v minulých letech zobrazuje následující tabulka.
| Rok  | Nainstalovaný výkon (MW) | Výroba větrné energie v daném roce (TWh) | Využití výkonu |
| ---- | ------------------------ | ---------------------------------------- | -------------- |
| 2000 | 2 198                    | 4.3                                      | 22.3%          |
| 2001 | 3 389                    | 6.9                                      | 23.2%          |
| 2002 | 4 879                    | 9.0                                      | 21.1%          |
| 2003 | 6 206                    | 12.1                                     | 22.3%          |
| 2004 | 8 504                    | 15.9                                     | 21.3%          |
| 2005 | 10 028                   | 20.7                                     | 23.6%          |
| 2006 | 11 623                   | 22.9                                     | 22.5%          |
| 2007 | 15 131                   | 27.2                                     | 20.5%          |
| 2008 | 16 740                   | 31.4                                     | 21.4%          |
| 2009 | 19 149                   | 36.2                                     | 21.6%          |